# Мичел (Јужна Дакота)
Мичел (енгл. Mitchell) град је у америчкој савезној држави Јужна Дакота.

## Демографија
По попису из 2010. године број становника је 15.254, што је 696 (4,8%) становника више него 2000. године.
| Група             | 2000.          | 2010.          |
| Белци             | 13.879 (95,3%) | 14.172 (92,9%) |
| Афроамериканци    | 47 (0,3%)      | 80 (0,5%)      |
| Азијати           | 66 (0,5%)      | 81 (0,5%)      |
| Хиспаноамериканци | 112 (0,8%)     | 255 (1,7%)     |
| Укупно            | 14.558         | 15.254         |